# Abolhassan Banisadr

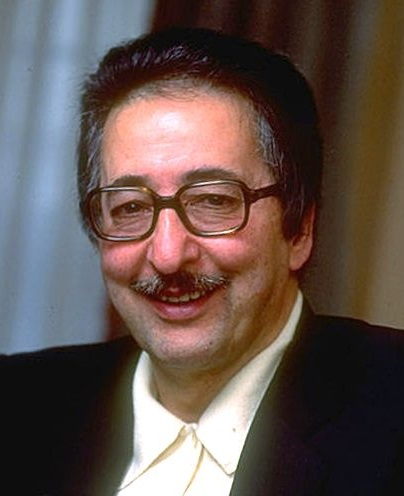
Abolhassan Banisadr (1980)

Abolhassan Banisadr (persisch ابوالحسن بنی صدر, DMG Abū l-Ḥasan Banī-Ṣadr; auch Abol Hassan Bani Sadr geschrieben; geb. 22. März 1933 in Baghtsche, Provinz Hamadan; gest. 9. Oktober 2021 in Paris) war ein iranischer Ökonom und Politiker. Er gehörte zu den Vordenkern der Islamischen Revolution und war vom 25. Januar 1980 bis zum 21. Juni 1981 der erste gewählte Präsident der Islamischen Republik Iran.
Banisadr gehörte in seiner Jugendzeit zum muslimischen Flügel der iranischen Volksbewegung, die von Mohammad Mossadegh angeführt wurde, war ein Gegner der Herrschaft von Schah Mohammad Reza Pahlavi und nahm an den Protesten im Juni 1963 teil. Anschließend setzte er seine Studien in Frankreich fort, wo er zu einem führenden Intellektuellen der iranischen Exilopposition wurde. Dort bereitete er mit Ajatollah Chomeini die Islamische Revolution vor, nach deren Erfolg im Jahr 1979 er Regierungsmitglied und schließlich Präsident wurde. Während seiner Präsidentschaft ging die faktische Macht allerdings an die Parlamentsmehrheit der Islamisch-Republikanischen Partei (IRP) und ihre Führer über, die Mohammad Ali Radschai zum Premierminister ernannten und Banisadr kein Mitspracherecht bei der Ernennung des Kabinetts gewährten. Nach seiner Absetzung durch das Parlament und den Obersten Führer Chomeini im Juni 1981 floh Banisadr erneut nach Frankreich. Dort gründete er zusammen mit den Volksmudschahedin und Massoud Rajavi in Paris den Nationalen Widerstandsrat von Iran, dessen Präsident er bis 1983 war. Die Amtsenthebung Banisadrs schloss in der Geschichte Irans die Periode des Übergangs von der Pahlavi-Dynastie zur Islamischen Republik ab, in der die Macht der schiitischen Geistlichen bereits dominierend, aber noch nicht absolut war.

## Jugend- und Studienzeit in Hamadan und Teheran

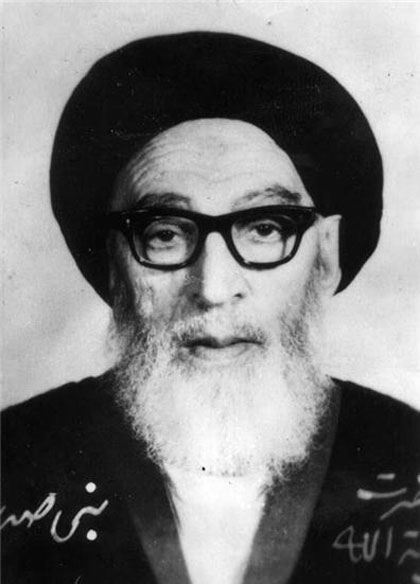
Abolhassans Vater Nasrollah Banisadr

Abolhassan Banisadr entstammte einer Sayyid-Familie und wurde am 22. März 1933 in dem kleinen Dorf Baghtsche bei Hamadan in Zentral-Iran geboren. Sein Vater Nasrollah Banisadr war ein prominenter Ajatollah in Hamadan und als Gegner von Reza Schah bekannt. Die Familie von Banisadr hatte enge Verbindungen zur Familie von Ruhollah Chomeini und zur Familie von Musa as-Sadr. Chomeini kam öfter in den Sommermonaten nach Hamadan, so dass Abolhassan ihn bereits im Kindesalter kennenlernte. Bei diesen Besuchen waren Chomeinis Söhne Ahmad und Mostafa seine Spielkameraden.
Abolhassan besuchte moderne säkulare Schulen in Teheran und Hamadan. 1945/46 erkrankte er schwer, seine linke Hand schwoll stark an, und er wurde von einem jüdischen Arzt aus Deutschland behandelt. Die Krankheit hielt das ganze Schuljahr lang an. Nach seiner Genesung kam er nach Teheran und besuchte dort ab Mai 1946 die sechste Klasse der Dori-Grundschule. Von der neunten Klasse an begann er, mit Anhängern der Tudeh-Partei zu diskutieren. Als 17-jähriger Schüler wurde er Anhänger der Nationalen Front von Mohammad Mossadegh, der sich als Premierminister 1951–1953 für die wirtschaftliche Unabhängigkeit Irans sowie die Verstaatlichung der Erdölförderung einsetzte. Dabei war Abolhassan stark von seinem acht Jahre älteren Bruder Fathollah beeinflusst, der sich stark für Philosophie interessierte. Im Schuljahr 1952/53 schloss Abolhassan die Sekundarschule ab. Nach dem Putsch vom 19. August 1953 hielt sich Mehdi Bāzargān eine Zeitlang in dem Haus seiner Familie versteckt.

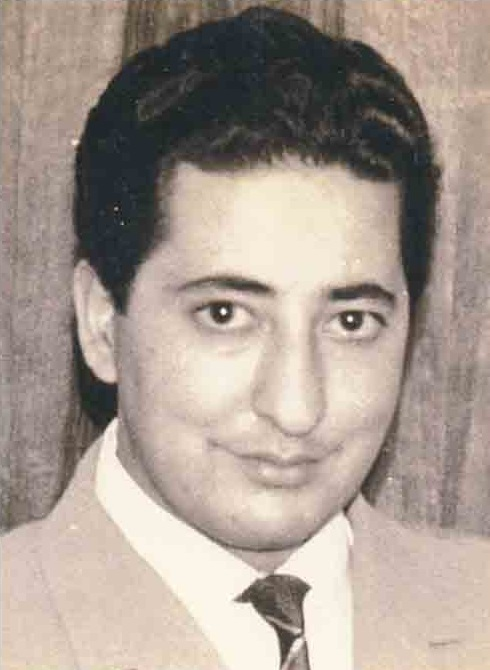
Abolhassan Banisadr (1958)

Der Vater wollte, dass Abolhassan ebenfalls ein Geistlicher würde und mietete für ihn eine Wohnung in Ghom. Abolhassan war damit aber nicht einverstanden und nahm gegen den Willen des Vaters an der Aufnahmeprüfung für die Juristische Fakultät der Universität Teheran teil. Wegen fehlender Englisch-Kenntnisse wurde er dort aber nicht aufgenommen. Er studierte deswegen zunächst zwei Jahre (1957–59) Theologie und machte darin einen Licence-Abschluss. Dann bewarb er sich ein zweites Mal bei der Juristischen Fakultät und wählte dieses Mal bei der Aufnahmeprüfung als europäische Fremdsprache Französisch. Er bestand die Prüfung, wechselte dann aber in die Wirtschaftswissenschaftliche Fakultät und erwarb nach dreijährigem Studium (1960–62) einen Abschluss in Wirtschaftswissenschaften.

Banisadr zusammen mit Mahmud Taleghani

In den Jahren 1960 bis 1963 nahm er an wirtschaftswissenschaftlichen und soziologischen Forschungsarbeiten des Institut für Sozialforschung der Universität Teheran teil, das von dem Pariser Orientalisten und Soziologen Paul Vieille geleitet wurde. Die meisten der dort damals tätigen Wissenschaftler waren in irgendeiner Form in linken und nationalistischen Bewegungen aktiv, die sich dem Schah-Regime widersetzten. In derselben Zeit besuchte er aber auch die Koran-Kollegs von Ajatollah Mahmud Taleghani, dem Vertreter eines „islamischen Sozialismus“, der sein Denken stark beeinflusste. Außerdem betätigte er sich als aktives Mitglied der Freiheitsbewegung unter der Führung Mehdi Bāzargāns. Im Zusammenhang mit den Aktivitäten der Nationalen Front wurde er mehrfach inhaftiert. 1961 heiratete er.
Am 1. Februar 1962 beteiligte er sich in führender Position an den Streiks und Demonstrationen an der Universität Teheran. 1963 nahm er aktiv an den von Ayatollah Ruhollah Chomeini angeführten Juni-Protesten gegen das Reformprogramm der weißen Revolution teil.

## Die erste Pariser Zeit
Im Dezember 1963 reiste Banisadr nach Paris. Dort setzte er an der Sorbonne sein Studium in Wirtschafts- und Sozialwissenschaften fort, ohne aber je ein französisches Hochschuldiplom zu erwerben. Im Januar 1964 fand in Köln der Kongress des iranischen Studierendenbundes statt, und Banisadr wurde in Abwesenheit in seinen Vorstand gewählt. Stark beeinflusst durch die Studentenbewegung von 1968, wurde er zu einem Anführer der iranischen Studenten im Ausland, die sich dem Schah-Regime widersetzten. In derselben Zeit übersetzte er Frantz Fanons antikoloniales Werk Die Verdammten dieser Erde ins Persische.
Obwohl Banisadr durch regelmäßige Geldüberweisungen seiner Familie relativ wohlhabend war, lebte er zusammen mit seiner Frau und seinen Kindern zurückgezogen in einer bescheidenen Wohnung etwas außerhalb von Paris. Teuren Restaurants blieb er fern und konzentrierte sich völlig auf seine politische Arbeit und wissenschaftliche Forschung, die aber eng mit seinem Hauptziel, dem Sturz des Schahregimes verbunden war. Trotz seiner Bewunderung für Paris und die staatliche Ordnung Frankreichs passte er sich selbst nicht an das französische Leben an. Nach den 16 Jahren seines ersten Paris-Aufenthaltes sprach er nur ein „geradezu lausiges Französisch“ und verfasste seine französischen Schriften auch nicht selbst, sondern ließ sie sich von Dritten, darunter seine Frau, ins Französische übersetzen.

### Profilierung als islamischer Wirtschaftstheoretiker und Ideologe
Ab 1969 beschäftigte sich Banisadr intensiv mit der Bedeutuntg des Erdöls für die wirtschaftliche Entwicklung Irans. Ein Ergebnis dieser Studien war sein Buch Naft wa solṭe yā naqš-e naft dar touseʿe-ye sarmāye-dārī dar pahne-ye ǧahān wa zamān („Erdöl und Macht oder die Rolle des Erdöls bei der Expansion des Kapitalismus in Welt und Zeit“), das erst im August 1977 veröffentlicht wurde. Banisadrs Ziel bei der Abfassung dieses Buches war es, zu zeigen, wie sich eine völlige Abhängigkeit vom Öl nachteilig auf die iranische Wirtschaft auswirkt, den westlichen Industrieländern jedoch zugutekommt. Am 23. März 1973 war Banisadr maßgeblich an der Ausarbeitung eines Manifests in Paris beteiligt, in dem die iranische Regierung wegen ihres Vertrags mit einem Konsortium von Erdölunternehmen verurteilt wurde. Ein weiteres Buch, was sich mit diesem Thema beschäftigte, war Pétrole et violence: terreur blanche et résistance en Iran („Erdöl und Gewalt: Weißer Terror und Widerstand in Iran“), eine Sammlung von französischen Essays und Dokumenten, die er im März 1974 zusammen mit Paul Vieille unter dem Schirmherrschaft der Nationalen Front veröffentlichte. Ziel der Autoren war es, das „repressive Polizeiregime“ in Iran zu entlarven, das mit „nacktester Gewalt, begleitet von der strengsten Informationskontrolle“ den „Mythos“ der Weißen Revolution geschaffen hatte.
Weitere Werke, die Banisadr in dieser Zeit veröffentlichte, waren:
- Movāzanehā („Gleichgewichte“), das er 1972/73 als Fotokopie veröffentlichte,[29] In diesem Essay stellte Banisadr die These auf, dass es in Beziehungen grundsätzlich drei Arten von Gleichgewichten geben könne: 1. negative Gleichgewichte; 2. positive Gleichgewichte und 3. gleichzeitig positive und negative Gleichgewichte. Negative Gleichgewichte sind nach ihm solche, die frei von Macht und Tyrannei sind und immer ein positives und konstruktives Resultat haben. Banisadr meinte, dass der Islam solche negativen Gleichgewichte herstelle.[30]
- Oṣūl-e pāye va żābeṭehā-ye ḥokūmat-e Eslāmī („Die festen Prinzipien und Regeln der Islamischen Regierung“), herausgegeben 1975 von der Union of Islamic Students Association in Europe. Mohammad R. Ghanoonparvar übersetzte das Buch ins Englische.[31]
- Monāfeqān az dīdgāh-e mā („Die Heuchler aus unserer Sicht“) vereint Texte über die Volksmudschahedin und die Strategie des revolutionären Kampfes nach der Spaltung der Volksmudschahedin in Marxisten und Islamisten im Jahre 1975. Banisadr bekräftigte darin seine Verbundenheit mit Ayatollah Chomeini und wies Angriffe gegen Mehdi Bāzargān zurück.[32]
- Kīš-e šaḫṣīyat („Personenkult“), veröffentlicht 1976, zählt die sozialen, wirtschaftlichen, politischen, militärischen und kulturellen Faktoren auf, die zur Entstehung von Personenkulten beitragen. Im letzten Abschnitt des Buches erklärt der Autor, warum der Islam im Wesentlichen den Personenkult ablehnt. Hier argumentierte er beispielsweise, dass im Islam das „Was gesagt wird“ mehr Gewicht habe als „Wer es gesagt hat“. Der Kampf gegen den Personenkult sei der „große Dschihad“.[33]
- Mouqeʿīyat-e Īrān va naqš-e Modarres („Die Lage Irans und Modarres' Plan“), verfasst im Herbst 1976 anlässlich des 50-jährigen Bestehens „der dunklen Herrschaft der Pahlavi-Dynastie“ und gewidmet dem im Exil weilenden Ayatollah Chomeini sowie anderen revolutionären Geistlichen, ist ein auf mehrere Bände angelegtes Werk über den schiitischen Geistlichen Hassan Modarres (1870–1937), das mit einer langen Einleitung über die wirtschaftliche, politische und ökologische Geschichte Irans beginnt.[34] Modarres wird in dem Buch als ein großer Verfechter des „negativen Gleichgewichts“ (Movāzane-ye manfī) präsentiert: Er habe Iran aus dem positiven Gleichgewicht, das zwischen den Supermächten (Briten und Russen) und ihren internen Befürwortern in Iran bestand, herausführen und dabei die Interessen der Massen wahren wollen.[35] Die Art der Führung Modarres' bezeichnet Banisadr als Imamat. Das Scheitern von Modarres' Bewegung führt Banisadr auf das Fortwirken des Personenkults zurück.[36]
- Moškelāt-e siyāsī-ye mouǧūd dar Īrān va rāh-e ḥall-e Eslāmī-ye ān („Politische Probleme im Iran und ihre islamischen Lösungen“; 1978)
- Taʿmīm-e emāmat va mobāreze bā sānsūr („Die Verallgemeinerung des Imamats und der Kampf mit der Zensur“; 11. August 1978[37]).

Mit Eqteṣād-e touḥīdī („Die monistische Wirtschaft“), veröffentlicht 1978 in Aachen, machte Banisadr einen Versuch, eine politische Theorie zu konstruieren, die vom koranischen Grundsatz „Es gibt keinen Gott außer Gott“ beherrscht wird. Banisadr leitete aus diesem Grundsatz ab, dass es keine wirtschaftliche Beherrschung des Menschen durch den Menschen geben dürfe. Nur Gott habe das absolute Recht auf Eigentum, ein Recht, das der Prophet und die Imame an diejenigen in der Gemeinschaft übertragen haben, die es dank ihrer Arbeit verdienen. Als Hauptreferenz verwendete Banisadr in diesem Buch das Werk Iqtiṣādunā („Unsere Wirtschaft“) des schiitischen Ayatollah Muhammad Baqir as-Sadr. In Eqteṣād-e touḥīdī forderte Banisadr nichts weniger als einen revolutionären Durchbruch. In Auseinandersetzung mit dem Marxismus und seiner Illusion einer Klassenlosen Gesellschaft postulierte er die Existenz einer islamischen Theorie der Permanenten Revolution, die er „permanente Auferstehung“ nannte.
Nach Nikki Keddie beherrschten zwei Tendenzen Banisadrs Schriften aus dieser Zeit: Einerseits eine gewisse anarchistische Tendenz, die ihn dazu brachte, jede Beherrschung des Menschen durch den Menschen unter jeglichem Vorwand abzulehnen und die Einführung dessen anzustreben, was er „organisierte Spontaneität“ nennt; andererseits eine Tendenz, alle Analysen, auch im sozialen oder wirtschaftlichen Bereich, in die traditionellen theologischen Kategorien des Schiitentums einzuordnen, wobei sich diese Tendenz stärker in seinen persischen als in seinen französischen Schriften zeigt. Diese beiden Merkmale machten Banisadrs Denken widersprüchlich, gleichzeitig aber auch attraktiv für zahlreiche Anhänger, die den Wunsch nach Freiheit mit den Härten des islamischen Rechts in Einklang zu bringen versuchten.

### Wirtschaftstheoretische Positionen in dieser Zeit

Banisadr in den 1970er Jahren

Nach Banisadrs Schriften aus den 1970er Jahren ist Gott der alleinige Schöpfer, Eigentümer und Schiedsrichter von allem auf der Erde und im Himmel. Er ist daher der Monopolist allen Eigentums auf Erden vom Sündenfall bis zum Tag des Jüngsten Gerichts. Diese „ewige Wahrheit“ hat seiner Auffassung nach einen „negativen“ (salbī) und einen „positiven“ (īǧābī) Aspekt. Der „negative“ Aspekt ist explizit, nämlich, dass alles Gott gehört und niemand anderem. Der „positive“ Aspekt sei indessen implizit und bedeute, dass „alle Menschen bei der Nutzung dessen, was Gott gehört, gleich sind und es unter ihnen keine Diskriminierung geben kann.“ Privateigentum, so meinte Banisadr, wird im Islam nur in begrenztem Maße anerkannt. Es könne immer nur „relativ“ sei, weil Gott bis zum Tag des Jüngsten Gerichts der eigentliche Eigentümer aller Sachen und Güter sei. Er delegiere das Eigentum auf der Grundlage der gemeinnützigen Tugenden seiner Geschöpfe. Der Mensch könne nur insoweit Anspruch auf privates oder öffentliches Eigentum erheben, als dies als Ausweitung der Gnade und Güte Gottes betrachtet werde. Jede andere Form des Eigentums, die nicht als von Gott „geliehen“ betrachtet werde, basiere zwangsläufig auf Gewalt und führe als solche zur Entfremdung.
Wie Muhammad Baqir as-Sadr meinte Banisadr, dass im Islam als einzige Grundlage des Reichtums Arbeit vorgesehen sei und das gesamte Arbeitserzeugnis dem Arbeiter gehört. Die Beziehung des Menschen zu den von ihm geschaffenen Objekten solle nicht durch die Anhäufung von Kapital, sondern durch die Arbeit bestimmt werden. Im Unterschied zu Muhammad Baqir as-Sadr meinte Banisadr, dass physisches Kapital nicht als angesammelte Arbeit betrachtet werden könne.
Die Wirtschaftswissenschaft ist nach Banisadr die Wissenschaft vom Kampf gegen die Knappheit. Die Knappheit, gegen die die Menschen kämpfen, sei jedoch nicht naturgegeben, da Gott von allem genug geschaffen habe. Somit sei Ökonomie die Wissenschaft des Kampfes gegen Systeme, die auf physische Gewalt gestützt seien und die Knappheit erst hervorbrächten. Da der Islam physische Gewalt als ultimative Quelle des Eigentums ablehne, sei er die einzige Rettung. Nur durch das von ihm vorgeschriebene „negative Gleichgewicht“ könne man eine völlige Negierung der Idee der Vorherrschaft und damit auch das Ende wirtschaftlicher Unterdrückung erreichen.
Der Islam verhindert nach Banisadr die Entstehung und das Wachstum unabhängiger Zentren angehäufter Macht, so durch religiös vorgeschriebene Systeme der Besteuerung wie Zakāt und Chums. Die islamischen Regeln zur Verteilung von Erbschaften dienen ihm zufolge im Wesentlichen dazu, die Früchte der erlaubten Arbeit einer Person zu verteilen und die Entstehung eines Vermögenskomplexes durch Vererbung zu vermeiden. Banisadr betont das Verbot von Ribā und geht wie viele andere islamische Autoren davon aus, dass es sich dabei um das Gleiche handelt wie um moderne Zinsen, die auf Gelddarlehen erhoben werden.
Im endzeitlichen Reich des Zwölften Imams sind nach Banisadr Erzielung von Gewinn, selbst durch Handel, verboten (harām). Doch bevor diese höchste utopische Gesellschaft des „Imams des Zeitalters“ erreicht wird, soll es einen anderen Imam geben, der die Menschen in der Revolution führt. Dieser Imam spielt eine zentrale und andauernde Rolle bei der Verteilung des Eigentums und führt die Gesellschaft auf den „rechten Pfad“. Er soll fast absolute Macht über die Produktionsmittel haben und den Erlös seines Vermögens zum Wohle der Allgemeinheit ausgeben.

### Agitation für Ajatollah Chomeini
Im Jahre 1972 reiste Banisadr nach Nadschaf, um dort seinen Vater, der im Januar in Paris verstorben war, zu begraben. Bei dieser Gelegenheit traf er mit Ruhollah Chomeini zusammen. Ein Jahr später reiste Banisadr erneut nach Nadschaf, um dort am Grab den einjährigen Todestag seines Vaters zu begehen. Bei dieser Gelegenheit traf er erneut Chomeini und schenkte ihm sein Buch Movāzanehā. Danach stand Banisadr mit der Familie Chomeini weiter in Kontakt. So bat ihn Chomeinis ältester Sohn Mostafa nach seinem zweiten Besuch in einem Brief, ihm die verschiedenen Verfassungen der europäischen Staaten zu schicken, weil sein Vater auf ihrer Grundlage eine Verfassung ausarbeiten wollte.
Für Banisadr stand fest, dass eine zukünftige iranische Revolution nur von Chomeini ausgehen könne. Er konzentrierte deshalb seine eigene Agitation immer mehr auf ihn und forderte alle Revolustionsinteressierten auf, sich um Chomeini zu scharen. Banisadr soll auch der erste gewesen sein, der Chomeini als Imam bezeichnete. Das war insofern von Bedeutung, weil in seiner politischen Theorie der Imam die Instanz ist, die entscheidet, was kollektives und was privates Eigentum sein soll, und er dem Imam die Rolle zuerkannte, die Gesellschaften durch den Prozess der „permanenten Auferstehung“ zu führen, in dem sie in aufeinanderfolgenden Phasen wirtschaftlich-politische Bewegungen bilden, bis sie das Ziel der „monistischen Wirtschaft“ erreicht haben. Als Anfang 1978 der Volksaufstand in Iran begann, versuchte Banisadr mehrmals vergeblich, Chomeini dazu zu bewegen, die Bewegung durch öffentliche Stellungnahmen zu unterstützen.
Als Chomeini am 6. Oktober 1978 auf Drängen des Schahs von Saddam Hussein des Landes verwiesen wurde, schlug ihm Banisadr vor, nach Paris zu kommen. Er nahm ihn auch in seiner Wohnung auf, bevor Chomeini ein etwas geräumigeres gemietetes Haus in Neauphle-le-Château beziehen konnte. Während der Monate Chomeinis in Neauphle-le-Château war er neben Sadegh Ghotbzadeh und Ebrahim Yazdi einer seiner engsten Berater, kümmerte sich um Medienanfragen und hielt Chomeini politisch auf dem Laufenden. Teilweise übersetzte er auch die Antworten Chomeinis. Dabei schwächte er sie so ab, dass ihr Inhalt beim westlichen Publikum keinen Skandal verursachte. Er riet Chomeini dazu, in den Interviews weniger über kontroverse Themen wie die Anwendung der Scharia zu sprechen als über Demokratie, Wahlen und Frauenrechte. Journalisten, die mit Chomeini sprechen wollten, mussten ihre Fragen für die nachmittägliche Pressekonferenz jeweils am Morgen einreichen. Die Stunden, die dazwischen lagen, konnten Banisadr und seine Assistenten dafür nutzen, Antworten vorzubereiten, die Chomeini als einen sozial gemäßigter Gelehrten erscheinen ließen, „der Frauenrechte und Menschenrechte respektiert, anderen politischen Ansichten gegenüber tolerant und dennoch ein überzeugter Antikommunist ist“. Auch bei der Ausarbeitung der Strategie, die zum Sturz des Schahregimes führte, spielte Banisadr eine Schlüsselrolle.

## Zurück in Iran: Politisches Wirken während und nach der Islamischen Revolution

Banisadr zusammen mit Mehdi Bazargan und Chomeini im Frühjahr 1979

### Publizistische Aktivitäten
Als Chomeini schließlich am 1. Februar 1979 mit dem Flugzeug in den Iran zurückkehrte, war Banisadr mit an Bord. Nach Ankunft in Iran betätigte sich Banisadr zunächst als Publizist. So veröffentlichte er am 10. Farwardin 1358 hš (= 30. März 1979) sein „Manifest der Islamischen Republik“ (Bayānīya-i Ǧumhūrī-yi Islāmī). Im Vorwort dieser Schrift erklärte er, dass grundsätzlich auf vier Problemfeldern ein Konflikt zwischen Religion (maḏhab) und politischer Macht bestehe: Politik, Wirtschaft, Gesellschaft und Kultur. Die politische Macht tendiere dabei immer zu einem dominanzorientierten „positiven Gleichgewicht“, die Religion lehne die Dominanz ab und tendiere zu einem „negativen Gleichgewicht“. Der erste Teil, der die vier Problemfelder einzeln durchging, war eine Kritik am Pahlavi-Regime, das den Iran unter die politische, militärische und wirtschaftliche Vorherrschaft des Westens gestellt habe, wodurch die Iraner ihre Identität und Kreativität verloren hätten und zu Konsumenten geworden sein. Der zweite Teil des Manifests enthielt die Lösungen: In der Außenpolitik müsse die Unabhängigkeit des Iran sichergestellt und Mossadeghs „Prinzip des negativen Gleichgewichts“ bekräftigt werden; in der Innenpolitik müsse es eine echte islamische Regierung geben, die die wahren Machtstrukturen, zum Beispiel Moscheen, wiederbelebt, schädliche Konflikte zwischen Staat und Religion unterdrückt und einen Staat ohne Beschränkungen aufbaue; auf wirtschaftlichem Feld wollte Banisadr Produktion und Konsum in Iran wieder ins Gleichgewicht bringen. Außerdem sollte der verwestlichte Konsum iranisiert und islamisiert werden.
Allgemein formulierte Banisadr in dem Manifest die Ansicht, dass der Iran verloren sei und die „Wiederherstellung seines Lebens“ von der Wiederherstellung des Islam abhänge. Religiöser Despotismus (istibdād-i maḏhabī) sollte jedoch vermieden werden. Die islamische Regierung, so meinte Banisadr, werde keine absolutistische Regierung sein, sondern darauf abzielen, den Staat als bezwingende Macht und als absolute Beherrschering des Schicksals des Landes auszuschalten. Wenn sich dann aber die Gesellschaft, von äußeren und inneren Mächten befreit, zu einer höheren monistischen Gesellschaft (ǧāmiʿa-yi barīn-i tauḥīdī) entwickele, könne sie eine Pionierrolle in der ganzen Welt spielen und zum Modell für die Freiheit der Menschen auf globaler Ebene werden. Die Zukunft werde dann eine Zukunft „der Unabhängigkeit, der Freiheit, des Wohlbefindens, der Einheit und der Selbstverwirklichung“ sein. Es liege in der Verantwortung der „heutigen jungen Generation“, den muslimischen Iran mit der großen Revolution zu erneuern und zum Modell zu machen. Um die bestehenden Probleme zu lösen, so meinte Banisadr, müsse der Kampf „unter der Führung Chomeinis“ (ba-zaʿāmat-i Ḫumainī) geführt werden. Die Gefahr eines Personenkults sah er bei ihm nicht. Den Titel „Götzenzertrümmerer“ (but-šikan) habe ihm das iranische Volk deshalb verliehen, weil es die Götzen und Götzenverehrung satt habe.
Außerdem begann Banisadr am 19. Juni 1979 mit der Herausgabe der Tageszeitung Enqelāb-e Eslāmī („Islamische Revolution“). Die erste Ausgabe der Zeitung zeigte auf der ersten Seite eine Silhouette von Chomeini, mit der Bildunterschrift: „Diese Zeitung ist das Ergebnis und die Zunge der Islamischen Revolution im Iran unter der Führung des Führers der Epoche, Imam Chomeini. Es ist unsere Pflicht, die Revolution und ihr Imamat so gut wie möglich zu kennen.“ Banisadr nutzte das Blatt, um seine Ideen zu innen- und außenpolitischen Ereignissen in regelmäßigen Leitartikeln zu propagieren. Außerdem propagierte er in dieser Zeitung auch erneut seine Theorie des negativen Gleichgewichts: Wenn alles in Verbindung mit Gott geschehe, würden die Menschen nichts anderes als Gott fürchten, und diese Furchtlosigkeit werde ihnen die Kraft geben, bis an den Rand der Unendlichkeit zu gelangen.
Weitere Bücher, die Banisadr in dieser Zeit verfasste, sind Ǧāmeʿe-šenāsī-ye ḫānewāde dar eslām („Soziologie der Familie im Islam“; 1979), Tażādd va touḥīd („Antagonismus und Tauhīd“; Winter 1979) und Kār va kārgar dar Eslām („Arbeit und Arbeiter im Islam“; 1980). Für das französischsprachige Publikum bereitete er das Buch Quelle révolution pour l'Iran? vor, das 1980 in Paris erschien. Banisadr lebte in dieser allein in Teheran, seine Frau und seine Töchter lebten weiter in Paris. Seine Frau kam erst nach, als er zum Präsidenten gewählt wurde, die Töchter studierten weiter in Paris.

### Übernahme politischer Ämter

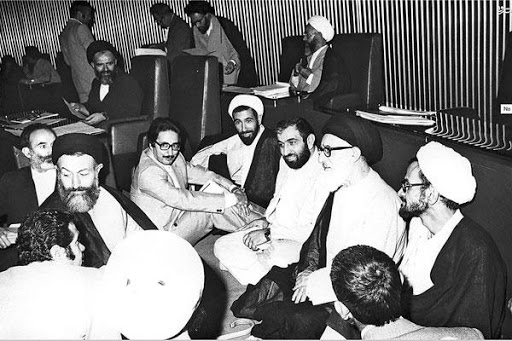
Banisadr in der Expertenversammlung

Im Laufe des revolutionären Prozesses übernahm Banisadr auch politische Ämter. Bei seiner Rückkehr nach Iran war er zunächst Mitglied des Revolutionsrats. Als Politiker und Militärs des gestürzten Regimes inhaftiert wurden, beauftragte Chomeini Banisadr, diese Leute im Gefängnis zu besuchen, zu trösten und ihnen zu versichern, dass sie gerecht behandelt werden würden. Manche dieser Gefangenen wurden aber kurz danach hingerichtet, was Banisadr schockierte. Zusammen mit dem von Chomeini ernannten Premierminister Mehdi Bāzargān protestierte er gegen diese Hinrichtungen, was jedoch keinerlei Wirkung hatte.
Am 3. August 1979 wurde Banisadr als Vertreter der Provinz Teheran in die Expertenversammlung gewählt, die die Verfassung der Islamischen Republik Iran ausarbeitete. Der parteilose Banisadr stand der Freiheitsbewegung Mehdi Bāzargāns nahe, die in der Expertenversammlung jedoch in der Minderheit war. Die Islamisch-Republikanische Partei (IRP) unter Ajatollah Mohammad Beheschti hatte die Mehrheit und setzte das Prinzip der Welāyat-e Faqih („Statthalterschaft des Rechtsgelehrten“) in der Verfassung durch.
Als im November 1979 Chomeini am zweiten Tag der Geiselnahme von Teheran die Besetzung der amerikanischen Botschaft als die „zweite Revolution, wichtiger als die erste“ bezeichnete, war Banisadr über diese Stellungnahme höchst verärgert und kritisierte die Geiselnahme gegenüber Chomeini als feige Tat, unternahm jedoch nichts dagegen. Im kurz danach gebildeten „Kabinett ohne Premierminister“ war Banisadr zunächst Außenminister (nur für zwei Wochen bis zu seiner Ablösung durch Sadegh Ghotbzadeh) sowie Wirtschafts- und Finanzminister (bis zu seiner Amtseinführung als Präsident). Die Geiselnahme der amerikanischen Botschaftsangehörigen belastete aber weiter das Verhältnis zwischen Banisadr und der IRP. Während die IRP die Krise in die Länge ziehen wollte, plädierte Banisadr für eine schnelle Lösung mit der Begründung, die Angelegenheit isoliere den Iran von der Dritten Welt und lenke die Aufmerksamkeit von der jüngsten sowjetischen Invasion in Afghanistan ab.

### Durchsetzung bei der Präsidentschaftswahl 1980
Am 24. Dezember 1979 gab Banisadr nach einem Treffen mit Chomeini, mit dem er in seiner Eigenschaft als Wirtschaftsminister wirtschaftliche Fragen beriet, seine Kandidatur für die ersten Präsidentschaftswahlen bekannt. Seine Wahlkampagne kreiste um das Thema, dass der Islam für soziale Gerechtigkeit und politischen Pluralismus stehe. Im Wahlkampf hatte Banisadr verschiedene Vorteile. So konnte er sich einer „Vater-Sohn-Beziehung zum Imam“ rühmen und profitierte davon, dass Chomeini – wahrscheinlich um Vorwürfe des Achundismus abzuwehren – die Parole ausgab, dass „die ʿUlamā' nicht die Präsidentschaft anstreben sollten.“ Wie die meisten Kandidaten nutzte Banisadr seine Nähe zu Chomeini, um Unterstützung aus der Bevölkerung zu gewinnen. Indem er seine Nominierung nach einem Treffen mit ihm ankündigte, stellte er heraus, dass er seine Zustimmung hatte. Auch machte er in einer Rede deutlich, dass er als Präsident an dem Prinzip der Welāyat-e Faqih festzuhalten gedachte. Für die Wähler wurde deutlich, dass Banisadr die Unterstützung Chomeinis hatte. Darüber hinaus unterstützten ihn mehrere Verwandte Chomeinis, so sein Bruder Ayatollah Seyyed Morteza Pasandideh und sein Sohn Hossein. Pasandideh nannte in einer Erklärung zwei Gründe für seine Unterstützung von Banisadr: seine Abstammung als Sayyid aus dem Hause des Propheten und seine Sachkenntnis und akademischen Qualifikationen.

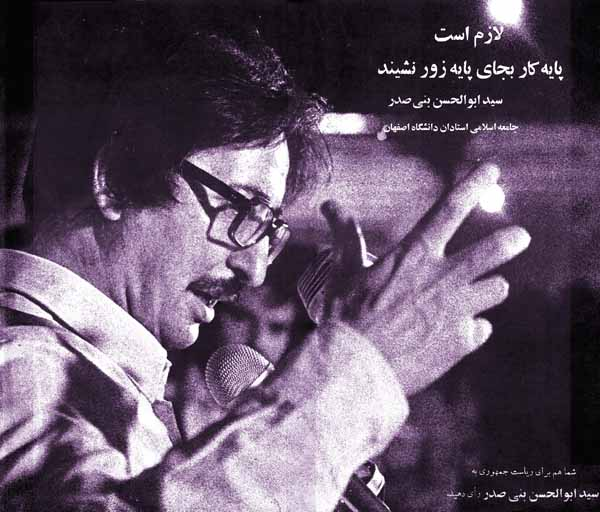
Plakat der Islamischen Vereinigung der Professoren der Universität Isfahan zur Unterstützung Banisadrs

Außerdem sicherte sich Banisadr die Unterstützung einer Reihe prominenter schiitischer Geistlicher, die sich zuvor aktiv gegen den Schah gestellt hatten, der IRP nun jedoch misstrauisch gegenüberstanden. Sowohl die einflussreiche Vereinigung der kämpfenden Geistlichkeit von Teheran als auch die Gesellschaft der Lehrer des Seminars von Ghom veröffentlichten am 3. Januar Kommuniqués, in denen sie ihre Präferenz für Banisadr zum Ausdruck brachten. Als Grund für ihre Unterstützung nannte eine Gruppe von Geistlichen aus Ghom das Versprechen Banisadrs, das islamische Ribā-Verbot durchzusetzen und „zum ersten Mal in der Geschichte des Iran“ die Zinsen aus dem Bankensystem eliminieren. Sie brachten ihre Hoffnung zum Ausdruck, dass dies „eine Linderung der Wunden der Gläubigen“ sein werde und Banisadr „weitere Tauhīd-Institutionen“ in der iranischen Gesellschaft einrichten werde. Weitere Geistliche, die ihn unterstützten, waren Sadegh Chalchali und Abu Scharif, der Kommandant der Islamischen Revolutionsgarde.
Die Slogans und Phrasen der Organisationen, die Banisadr ihre Unterstützung zusicherten, heben religiös-marxistische Prinzipien hervor und stellen einen Zusammenhang zwischen der Legitimität der Kandidaten und ihrer Fähigkeit her, diese Prinzipien zu erfüllen. So hieß es beispielsweise auf dem Flugblatt der Islamischen Vereinigung der Atomenergieorganisation des Iran (AEOI): „Wir wählen Banisadr, weil seine Absicht, die Verantwortung des Präsidenten zu übernehmen, nicht darin besteht, den Status quo aufrechtzuerhalten, sondern die Revolution zu verwirklichen, indem er das gesamte Ancien Régime zerschmettert und schrittweise eine Tauhīdī-Gesellschaft aufbaut.“ Auf dem Flugblatt der Gesellschaft der kämpfenden Geistlichen von Teheran hieß es, die Präsidentschaft von Banisadr sei ein „Hoffnungsschimmer für die zukünftige Geschichte der Revolution“. Im Flugblatt der Vereinigung iranischer Lehrer hieß es, man werde für Banisadr stimmen, weil man sich für „die Stärkung von Unabhängigkeit, Freiheit und nationaler Kultur“ einsetze. Anhänger Banisadrs gründeten in dieser Zeit mit seiner Erlaubnis das „Büro für die harmonische Zusammenarbeit des Volkes mit dem Präsidenten“ (Daftar-e Hamāhangī-ye Hamkārīhā-ye mardom bā raʾīs-e ǧomhūr).

Banisadr erhält im Februar 1980 von Chomeini seine Ernennungsurkunde

Am Ende gewann Banisadr die Präsidentschaftswahl am 25. Januar 1980 mit 75,6 % der Stimmen. Sein überwältigender Sieg wurde sofort von Chomeini bestätigt, der am 4. Februar 1980 aus dem Krankenhaus heraus seine Vereidigung durchführte. Banisadr übernahm außerdem den Vorsitz des Islamischen Revolutionsrats und wurde Oberkommandierender der Streitkräfte. Chomeini behielt jedoch das Amt des Obersten Führers, der nach der Verfassung Vorrang vor dem Präsidenten hat und diesen unter bestimmten Umständen entlassen kann.

### Der Kampf mit dem von der IRP beherrschten Parlament

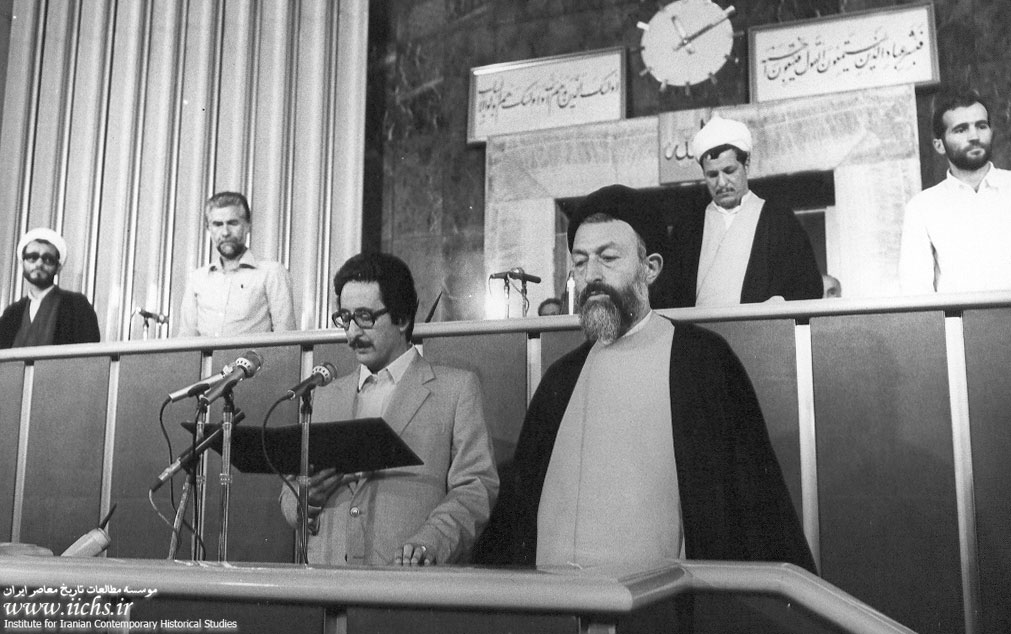
Banisadr bei seiner Antrittsrede im Parlament, an seiner Seite Beheschti, im Hintergrund Parlamentspräsident Rafsandschani

Bei seinem Amtsantritt gelobte Banisadr, im Namen aller politischen Parteien gegen Sittenrichter, „Stockschläger“ (čomāqdārān) und „Machtmonopolisten“ zu kämpfen. Die schon bestehenden Differenzen mit der IRP verschärften sich, als Banisadr sah, dass die Streitkräfte dringend Ersatzteile aus Amerika benötigten und die Wirtschaft ebenso dringend die iranischen Vermögenswerte im Wert von insgesamt 13 Milliarden Dollar benötigte, die von den USA beschlagnahmt worden waren. Außerdem kritisierte er die Geiselnehmer für die Schaffung eines „Staates im Staate“. Im Gegenzug versuchten die Geistlichen von der IRP, Banisadr auf eine rein zeremonielle Rolle zu beschränken. Die von Chomeini im April 1980 in Gang gesetzte Kulturrevolution lehnte Banisadr zwar ab, weil er sie für gesetzeswidrig hielt, trug sie jedoch mit, um sich nicht von den Geistlichen ausbooten zu lassen. In diesem Zusammenhang erklärte er, er sei kein „Liu Shaoqi, der von einer Kulturrevolution hinweggefegt werden würde“.
Bei den ersten Runden der Parlamentswahl im März und Mai 1980 gewann die IRP. Als das Parlament Ende Mai zusammentrat, teilten sich die 216 Abgeordneten in drei große Blöcke auf: die IRP mit rund 120 Stimmen, die Anhänger Banisadrs mit 33 und die Freiheitsbewegung mit 20 Stimmen. Parlamentspräsident wurde Banisadrs Gegenspieler Rafsandschāni. Als das Madschles begann, Minister zu wählen, die den Revolutionsrat ersetzen sollten, begann ein zähes Ringen. Banisadr lehnte die vom Parlament vorgeschlagenen Kandidaten ab und behauptete, die Verfassung gebe dem Präsidenten das Recht, ungeeignete Entscheidungen zu blockieren. Doch die IRP blieb hartnäckig und argumentierte, dass die Parlamentsmehrheit das Recht habe, das gesamte Kabinett zu wählen. Obwohl Chomeinis Ansichten und Äußerungen denen der Geistlichen näher standen, unterstützte er weder Beheschti noch Banisadr konsequent und versuchte mit mäßigem Erfolg, ihren eskalierenden Streit einzudämmen. Im Juni 1980 drängte er die Konservativen zu einem Kompromiss mit den Gemäßigten Banisadrs, doch später tadelte er Banisadr für seine Untätigkeit.

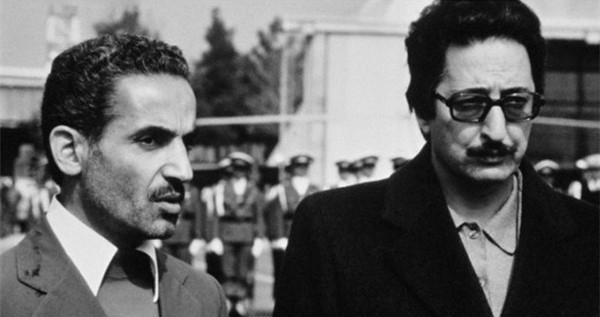
Radschai und Banisadr

Da auch die staatliche Rundfunkanstalt Stimme und Vision der Islamischen Republik ab Sommer 1980 unangefochten in die Hand von IRP-Kadern geriet, erfuhren Banisadrs reale Machtmittel innerhalb kurzer Zeit eine starke Einschränkung. Nachdem das Parlament alle von Banisadr vorgeschlagenen Kandidaten für das Amt des Ministerpräsidenten abgelehnt hatten, sah er sich am 11. Juli 1980 gezwungen, der Nominierung von Mohammad Ali Radschai zuzustimmen, der zwar kein IRP-Mitglied war, aber dieser Partei sehr nahestand. Doch ging der Kampf weiter, weil sich Banisadr und Radschai über die Qualifikation der Kabinettsminister nicht einigen konnten: Während ersterer auf Sachkenntnis Wert legte, hielt letzterer das Bekenntnis zum Islam für wichtiger. Nachdem das Parlament gedroht hatte, Radschai zu ermächtigen, amtierende Minister ohne die Zustimmung des Präsidenten zu ernennen, gab Banisadr schließlich nach und akzeptierte einige Minister. Allerdings warnte er öffentlich, diese „dummen“ Minister seien für den Iran gefährlicher als die irakischen Invasoren. Einige Ministerposten blieben während seiner Amtszeit vakant.

Banisadr an der Front im Iran-Irak-Krieg

Ein weiteres Konfliktfeld ergab sich nach dem Ausbruch des Iran-Irak-Kriegs im September 1980. Banisadr verlangte als Chef der Exekutive, dass der Krieg den regulären Streitkräften anvertraut werde sollte, entlassene Offiziere wieder eingesetzt werden sollten und das Land wichtige Ersatzteile aus dem Westen kaufen solle, was natürlich eine sofortige Freilassung der amerikanischen Geiseln zur Folge gehabt hätte. Die IRP hielt jedoch ideologische Reinheit für wichtiger als fachliche Kompetenz und forderte, dass die Landesverteidigung vorrangig der Islamischen Revolutionsgarde und nicht der regulären Armee übertragen werden sollte. Banisadr verbrachte einen Großteil seiner Zeit an der Front mit den regulären Truppen und erzählte seinen Freunden, dass er irakische Granaten den „hinterhältigen Klerikern“ in Teheran vorziehe. Die Geistlichen ihrerseits verdächtigten Banisadr, bonapartistische Bestrebungen zu hegen oder die Idee zu verfolgen, sich als neuer Reza Khan in religiösem Deckmantel durchsetzen zu wollen.
Auf wirtschaftlichem Feld bestand mit den Geistlichen der IRP ein Konflikt darüber, ob hohe Positionen an die Absolventen religiöser Maktab-Schulen oder die Experten gehen sollten. Die Geistlichen forderten, dass die Maktabis, besonders in den Komitees und den islamischen Vereinigungen am Arbeitsplatz, alle Manager, Planer und Regierungsbeamten streng beaufsichtigen sollten. Banisadr hielt dem entgegen, dass die Wirtschaft gerade deshalb in einer schlimmen Lage sei, weil unwissende Eiferer die Experten sabotierten. Um seine Argumentation zu unterstreichen, verwies Banisadr auf die schlechten Wirtschaftszahlen (hohe Arbeitslosigkeit, hohe Inflation, Rückgang der Ölproduktion, Schrumpfung der Devisenreserven, Anwachsen des Haushaltsdefizits, Stagnation der landwirtschaftlichen Produktion). Er beharrte darauf, dass sich die Wirtschaft erst dann erholen werde, wenn die Fanatiker aufhörten, die Experten zu terrorisieren, und einige der im Exil lebenden Manager in ihre Heimat zurückkehrten. Allerdings wurde er von der IRP immer mehr marginalisiert. Bei den Verhandlungen mit den USA zur Freilassung der Geiseln, die im Januar 1981 zum Abkommen von Algier führten, spielte er keine wesentliche Rolle, da die IRP Behzad Nabavi als Chefunterhändler durchsetzen konnte.

### Annäherung an die Mudschahedin und Eskalation des Konflikts mit der IRP

Logo der Organisation der Volksmudschahedin

Der brisanteste aller Konflikte mit der IRP war die Frage der islamisch-sozialistischen Volksmudschahedin. Bis zu den Parlamentswahlen hatte Banisadr zu ihnen Distanz gewahrt. Nach den Wahlen näherte er sich ihnen jedoch an, weil er sich nicht nur vom Madschles und dem Kabinett, sondern auch vom Wächterrat, dem Obersten Justizrat und dem neu geschaffenen Komitee für die Kulturrevolution in die Enge getrieben sah und zudem feststellen musste, dass ihm der Zugang zu öffentlichen Versammlungen und den Massenmedien verwehrt wurde. Umgekehrt wuchs die Organisation der Volksmudschahedin 1980 so schnell, dass ihre Anti-IRP-Demonstrationen Anfang 1981 bis zu 150.000 Menschen anzogen. Chomeini reagierte darauf, indem er die Mudschahedin als große Bedrohung für den Islam darstellte und Banisadr riet, sich öffentlich von ihnen Unruhestiftern zu distanzieren. Banisadr lehnte dies jedoch ab.
Im Frühjahr 1981 eskalierte der Konflikt mit der IRP. Am 5. März, dem Jahrestag von Mossadeghs Tod, sprach Banisadr vor rund 100.000 Zuhörern an der Universität Teheran zum Thema „Islam bedeutet Freiheit“. Als Hezbollahis, die bereits erwartet wurden, die Veranstaltung zu stören versuchten, kam es zu Tumulten, bei denen die Hezbollahis vier Menschen töteten und ca. 150 verletzten. Banisadr befahl den Demonstrationsführern, bei denen es sich größtenteils um Mitglieder der Mudschahedin handelte, die Täter festzunehmen und ihre Taschen nach Ausweisen zu durchsuchen. Die Ereignisse brachten die IRP-Führung zu der Überzeugung, dass eine Amtsenthebung von Banisadr unvermeidlich sei. Am folgenden Tag organisierte sie einen Streik im Teheraner Basar, um die „öffentliche Abscheu“ gegenüber Banisadr zu zeigen. Außerdem nahm der Generalstaatsanwalt eine Untersuchung des Vorfalls auf, um festzustellen, ob Banisadr individuelle Rechte verletzt hatte, als er die Inhaftierung und Durchsuchung „einfacher Bürger“ anordnete. Im Parlament wurden Drohungen erhoben, Banisadr abzusetzen und ihn vor Gericht zu stellen.
Um den Machtkampf zu beenden, lud Chomeini am 16. März seine wichtigsten Exponenten Banisadr, Radschai, Rafsandschani, Beheschti, den Generalstaatsanwalt Mousavi Ardebili, den Chef des obersten Verteidigungsrates Ali Chamenei und als Beobachter Bazargan in sein Haus zu einer Krisensitzung. Danach erteilte Chomeini sowohl Banisadr als auch Radschai ein öffentliches Redeverbot. Zur Beilegung des Konflikts zwischen Banisadr und der IRP wurde am 1. April eine dreiköpfige Schiedskommission eingesetzt mit jeweils einem Repräsentanten von Chomeini, Banisadr und der IRP. Eine Einigung konnte damit aber nicht hergestellt werden.
Im April warf Banisadr in Leitartikeln für seine Zeitung, in Interviews mit ausländischen Korrespondenten und Offenen Briefen den „Monopolisten“ vor, Gefangene zu foltern, die Medien zu zensieren, rechtmäßige Versammlungen zu stören, ein Attentat auf ihn zu planen und den Boden für ein totalitäres Einparteienregime zu bereiten. Generalstaatsanwalt Ardebili ließ daraufhin seine Zeitung Enqelāb-e Islami schließen, mit dem Argument, dass sie „aufrührerische Lügen“ veröffentlicht habe, und der Madschles kürzte die Haushaltsmittel für das Präsidentenamt drastisch. Beheschti verkündete als Vorsitzender des Obersten Justizrates, Banisadr habe nicht sein gesamtes Vermögen offengelegt und damit gegen die Verfassung verstoßen. Ahmad Chomeini und Sadegh Chalchali, die beide Banisadr ursprünglich unterstützt hatten, warfen ihm nun vor, er „verleumde die Geistlichkeit“ und ziehe „gefährliche Persönlichkeiten“ an. Der von Chomeini eingesetzte klerikal dominierte Versöhnungsausschuss entschied in mehreren Punkten gegen ihn, wobei der von ihm selbst ernannte Geistliche gemeinsam mit den Vertretern Khomeinis und des Madschles stimmte. Umgekehrt erhielt Banisadr immer mehr Unterstützung von den Mudschahedin. Am 27. April organisierten diese einen Massenmarsch im Zentrum Teherans, um unter anderem gegen die Schließung von seiner Zeitung zu protestieren.
Im Juni 1981 erreichte die Krise ihren Höhepunkt. Banisadr forderte am 1. Juni ein Referendum mit der Begründung, dass die Differenzen zwischen ihm und den Abgeordneten unüberbrückbar seien und das Volk das Recht habe, zwischen beiden zu wählen; während er bei den Präsidentschaftswahlen über 10 Millionen Stimmen erhalten habe, habe die IRP bei den Parlamentswahlen weniger als 4 Millionen Stimmen erhalten. Am 6. Juni hatte Banisadr ein letztes Treffen mit Chomeini. Danach schloss der Innenminister das Büro des Präsidenten. Eine Erklärung, die Banisadr am nächsten Tag herausgab und in der er vor der Gefahr einer Despotie warnte, durfte nicht mehr im Radio und Fernsehen ausgestrahlt werden, sondern erschien nur noch in der Presse.

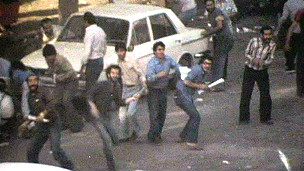
Szenen von den Protesten am 20. Juni 1981

Der nun noch entschlossener auftretende Chomeini bestrafte Banisadr, indem er ihm am 10. Juni sein Amt als Oberbefehlshaber der Streitkräfte entzog und ihn aus dem Obersten Verteidigungsrat entließ. Einen Tag später gab es in Teheran, Täbris, Schiras und Isfahan große Demonstrationen für und gegen Banisadr. Am 12. Juni erreichte die Staatskrise ihre Endphase. Banisadr tauchte bei den Führern der Volksmudschahedin unter und richtete einen offenen Brief an die Nation, in dem er argumentierte, dass er als wahrer Muslim keine andere Wahl habe, als dem Beispiel von Imam Husain zu folgen und Widerstand gegen die Unterdrückung zu leisten. Der Brief wurde von dem Abgeordneten Ahmad Ghazanfarpur im Parlament verlesen. Am 19. Juni forderte Banisadr mit der vollen Unterstützung der Mudschahedin die „Frauen und Männer Irans“ auf, auf die Straße zu gehen, wie sie es 1978/79 getan hatten, und die „verabscheute“ Regierung zu stürzen, die in jeder Hinsicht schlimmer sei als das vorherige Regime. Am folgenden Tag kam es daraufhin zu einer größeren Demonstration zur Unterstützung von Banisadr, die blutig niedergeschlagen wurde. Mindestens 100 Menschen wurden erschossen und weitere 150 verhaftet und kurzerhand hingerichtet, mit der Begründung, dass sie „Korruption auf Erden“ verbreitet hätten.

### Amtsenthebung und Flucht
Am 20. Juni 1981 reichte die IRP im Parlament einen Antrag auf Amtsenthebung von Banisadr ein. Der Madschles stimmte am 21. Juni mit einer überwältigenden Mehrheit von 177 Abgeordneten für diesen Antrag und leitete damit seine Amtsenthebung ein. Nur die Freiheitsbewegung enthielt sich der Stimme und argumentierte, Banisadr sei von seinen unterdrückerischen Gegnern zu diesem verzweifelten Handeln gezwungen worden, und die Schaffung eines Einparteienstaates würde eine schreckliche Bedrohung für den Iran darstellen. Am Tag darauf wurde Banisadrs Amtsenthebung durch ein knappes Dekret von Chomeini offiziell bestätigt. Er warf Banisadr Verschwörung und Hochverrat vor und ordnete seine Verhaftung an.
Banisadr tauchte daraufhin bei Saʿīd Laghāyī, einem Mitglied der Volksmudschahedin, unter. Radschai begann unmittelbar danach mit dem Wahlkampf für Präsidentschaftswahlen. In einer Wahlkampfrede am 27. Juni kritisierte er Banisadr dafür, dass er sich selbst als unabhängige Person auf Augenhöhe mit Chomeini sehe, und machte deutlich, dass er sich selbst lediglich als religiösen Anhänger (muqallid) und Soldaten des Obersten Führers betrachtete. In einer Fernsehansprache betonte er seinen Gehorsam gegenüber dem Imam, den Banisadr seiner Meinung nach nicht geübt habe. Am 28. Juni kamen bei einem Bombenattentat im IRP-Hauptquartier, das als unmittelbare Folge der Amtsenthebung Banisadr gewertet wurde, Beheschti und mehrere Dutzend führende IRP-Politiker ums Leben.

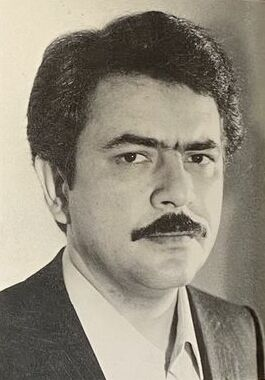
Massoud Rajavi

Banisadr selbst floh am 29. Juli 1981 zusammen mit dem Führer der Volksmudschahedin Massoud Rajavi an Bord einer Boeing 707 der Iranischen Luftwaffe, die von Piloten der Mudschahedin requiriert worden war, nach Frankreich.

## Das zweite Pariser Exil

### Zusammenarbeit mit Massoud Rajavi im Nationalen Widerstandsrat
In Paris versuchten Banisadr und Rajavi, ihre Niederlage herunterzuspielen, indem sie behaupteten, die wahre Absicht des 20. Juni sei nicht so sehr der Sturz des gesamten Regimes gewesen, sondern vielmehr der Öffentlichkeit zu zeigen, dass Chomeini ebenso blutrünstig wie der Schah sei und die Opposition einen weiteren Versuch unbewaffneter Proteste unternommen habe, bevor sie zu bewaffnetem Widerstand übergehen würde. Nachdem sie politisches Asyl erhalten hatten, verkündeten sie der Welt, dass sie bald in ihre Heimat zurückkehren würden, um die Islamische Republik durch eine Demokratische Islamische Republik zu ersetzen. In den nächsten Wochen veröffentlichten Banisadr und Rajavi ein Manifest, das sie als Pakt (mīs̱āq) bezeichneten, und gründeten einen Nationalen Widerstandsrat (Šūrā-ye Mellī-ye Moqāvamat). Der Pakt trug die Unterschriften von Banisadr als Präsidentem der Republik und von Rajavi als Vorsitzendem des Nationalrats und der provisorischen Regierung der Republik. Rajavi festigte seine Bindungen zu Banisadr, indem er im Oktober 1982 dessen Tochter heiratete. Banisadr führte seine Zeitung Enqelāb-e Eslāmī als in zweiwöchigem Rhythmus erscheinendes Blatt weiter.
Allerdings schrieb Rajavi Banisadr am 10. März 1984 einen Brief von 14 Seiten Länge, in dem er erklärte, die Zusammenarbeit mit ihm zu beenden. Auslöser dafür war ein Artikel in Banisadrs Zeitung Enqelāb-e Eslāmī gewesen, in der ein kritischer Artikel über die Zusammenarbeit der Volksmudschahedin mit dem irakischen Regime erschienen war. Banisadr und seine Anhänger 1984 zogen sich daraufhin aus dem Widerstandsrat zurück, Rajavi und Banisadrs Tochter ließen sich bald darauf scheiden.

### Wirken als politischer Schriftsteller

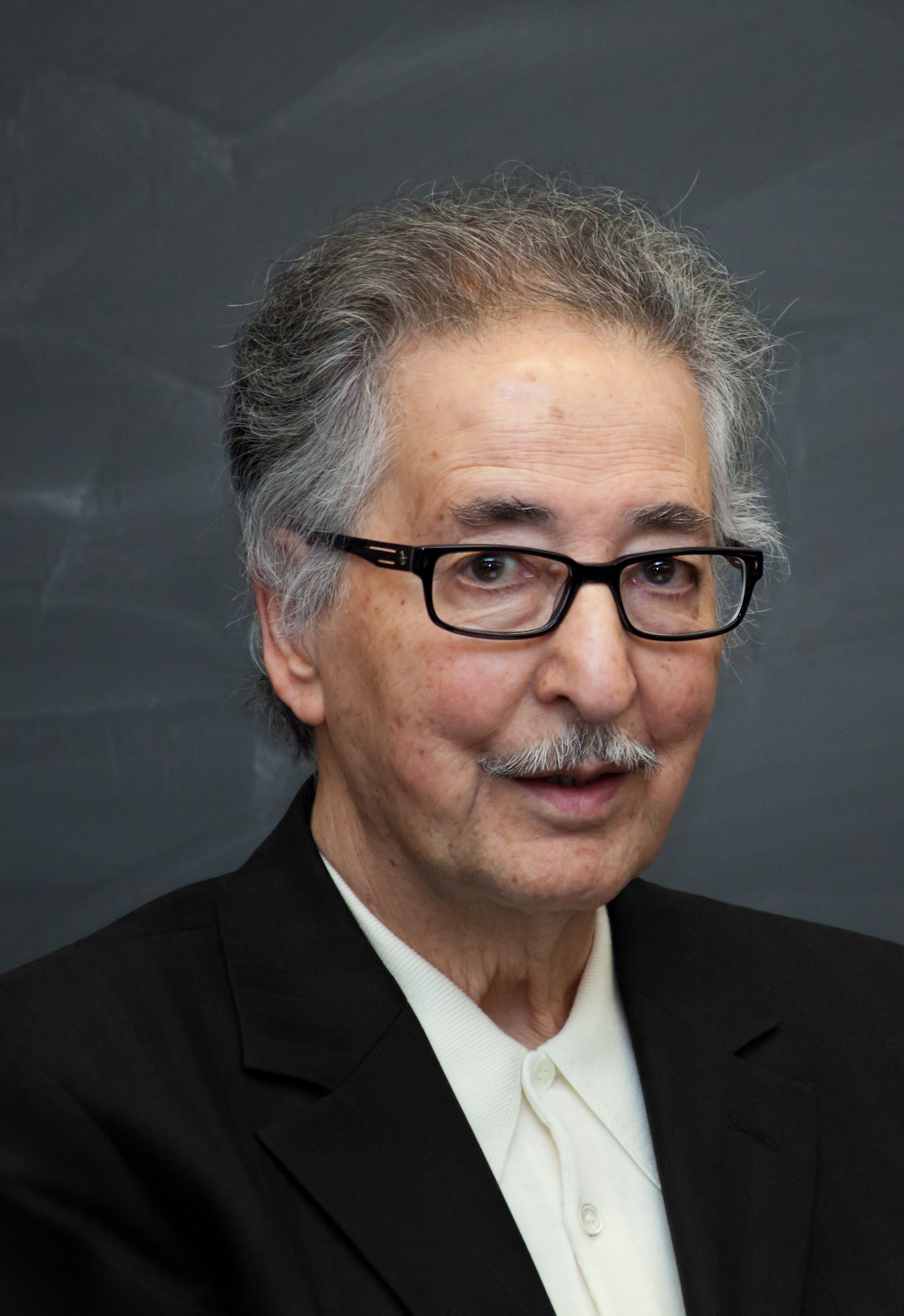
Abolhassan Banisadr (2010)

Banisadr distanzierte sich nach der Rückkehr ins Pariser Exil vollständig von dem System der Islamischen Republik. Den Prozess, der aus seiner Sicht dafür verantwortlich war, dass die Islamische Revolution in eine Despotie gemündet war, beschrieb er schon 1982 in seinem Buch Ḫiyānat be-omīd („Verrat an der Hoffnung“), das unter dem Titel L'Ésperance trahie ins Französische übersetzt wurde. Für die schiitischen Geistlichen, die in Iran an der Macht waren, verwendete er den spöttischen Ausdruck „Mullatariat“. Diesen Ausdruck hatte er eigentlich von Hadi Ghaffari übernommen, der gesagt hatte, die Linken würden von der Diktatur des Proletariats sprechen, von daher könnten die schiitischen Geistlichen eine „Diktatur des Mullatariats“ fordern. Banisadr hielt diesen Ausdruck für die in Iran herrschenden Mullahs sehr passend und meinte, dass er die Tyrannei des islamischen Totalitarismus sehr gut zum Ausdruck bringe.
1989 veröffentlichte Banisadr mit dem Buch Le complot des Ayatollahs („Der Komplott der Ayatollahs“) seine eigene Sicht von den Ereignissen rund um die Islamische Revolution und den Iran-Irak-Krieg. Das Buch wurde 1991 unter dem Titel My turn to speak: Iran, the revolution & secret deals with the U.S. ins Englische übersetzt. Weitere Bücher, die Banisadr im zweiten Pariser Exil schrieb, waren:
- Seyr-e andīše-ye siyāsī dar se qāre („Der Gang des politischen Denkens auf drei Kontinenten“; 1988)
- Zan wa-zanāšūyī („Die Frau und die Ehe“; 1988), erweiterte 2. Auflage 1994
- Oṣūl-e ḥākem bar qażāvat-e eslāmī wa-ḥoqūq-e bašar dar eslām („Leitprinzipien der islamischen Rechtsprechung und Menschenrechte im Islam“; 1989)
- Oṣūl-e rāhnamā-ye Eslām („Leitgedanken des Islam“; 1993)

In Deutschland hatte Abolhassan Banisadr 1996 einen vielbeachteten öffentlichen Auftritt als Zeuge im Mykonos-Prozess. Er starb am 9. Oktober 2021 im Alter von 88 Jahren nach einer langen Krankheit im Pariser Krankenhaus Pitié-Salpêtrière Hospital. Er wurde auf dem Cimetière des Gonards in Versailles beigesetzt.